# Grand Prix 1927

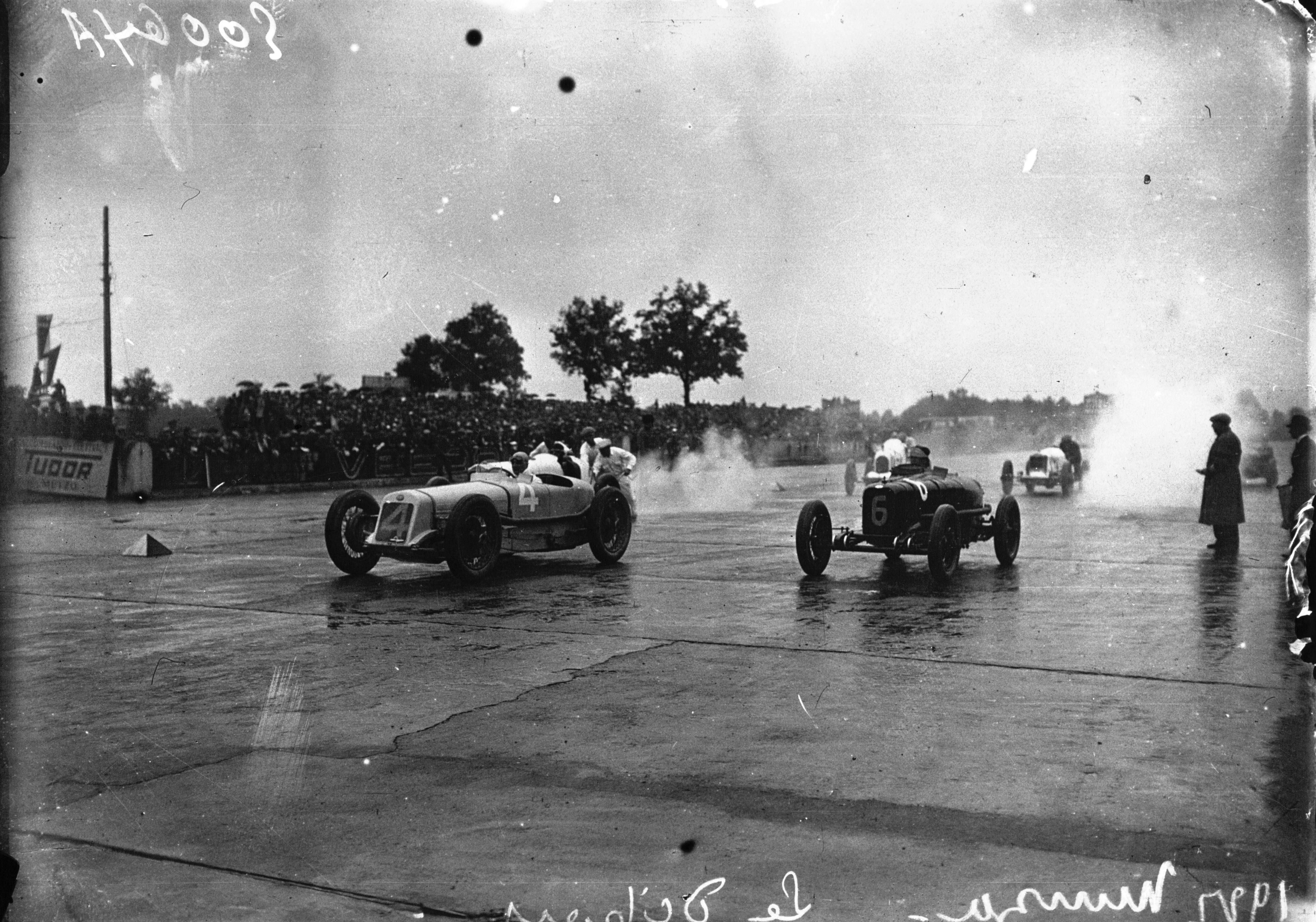
Starten i Italiens Grand Prix.

Grand Prix-säsongen 1927 var den tredje säsongen med Världsmästerskapet i Grand Prix racing. Mästerskapet vanns av Delage.

## Grand Prix i VM
| Grand Prix                             | Bana         | Datum       | Vinnande förare | Vinnande konstruktör |
| -------------------------------------- | ------------ | ----------- | --------------- | -------------------- |
| Indianapolis 500                       | Indianapolis | 30 maj      | George Souders  | Duesenberg           |
| Frankrikes Grand Prix                  | Montlhéry    | 3 juli      | Robert Benoist  | Delage               |
| Spaniens Grand Prix                    | Lasarte      | 31 juli     | Robert Benoist  | Delage               |
| Italiens Grand Prix/Europas Grand Prix | Monza        | 4 september | Robert Benoist  | Delage               |
| Storbritanniens Grand Prix             | Brooklands   | 1 oktober   | Robert Benoist  | Delage               |